# Francisco Hurtado-Soto
Francisco Hurtado Soto (*Alboraya, nacido en 1913 - fallecido en 1958) fue un escultor valenciano de arte religioso.

## Biografía
Nace en Alboraya en 1913, hijo de una familia de agricultores. En 1940 se traslada a vivir al Barrio del Carmen de Valencia, falleció a los 45 años de edad.

## Obras más destacadas
- Altar de la Basílica de la Virgen de Suyapa (Honduras)[1]

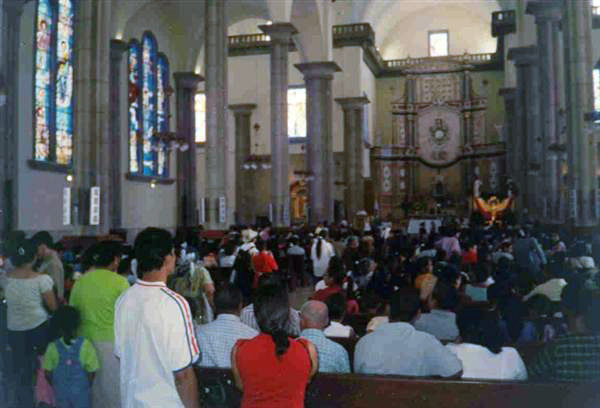
Vista del altar de la Basílica de Suyapa

- Iglesia de los Carmelitas en Managua
- La Asunción de la Mare de Deu en Carcaixent
- El Altar Mayor de la Iglesia de Massamagrell
- Copia del retablo de la Iglesia de Santo Tomás y San Felipe Neri de Valencia, tras quedar el original destruido durante la Guerra Civil.
- La Hermandad del Silencio porta la imagen del Santísimo Cristo de la Buena Muerte en un paso de estilo barroco, realizado por el artista valenciano Francisco Hurtado Soto en el año 1954.[2]
- Parroquia de San Pedro en Ciudad Real, donde realizó un retablo dorado para colocar la imagen de San Pascual Bailón, contratado por un importe de 11000 pesetas.[3]
- Púlpito, a la izquierda del altar de la casa de San Vicente Ferrer, réplica en madera de la "trona" de piedra que utilizó "el Pare Vicent" en sus predicaciones en la Catedral valenciana, donde aún se conserva a la izquierda de su Altar Mayor.[4][5]